# Testről és lélekről
Testről és lélekről (Internationale titel: On Body and Soul) is een Hongaarse film uit 2017 over een moeizaam ontluikende liefde tussen een lichamelijk gehandicapte man en een autistische vrouw die elkaar leren kennen in een slachthuis. De film werd
geschreven en geregisseerd door Ildikó Enyedi.
De titel betekent Lichaam en geest en slaat op de hoofdpersonen waarbij de één moet leren accepteren dat hij gehandicapt is en de ander met haar autisme moet leren omgaan.

## Verhaal
Endre is de financieel directeur van een slachterij in Boedapest als op een dag Mária, de nieuwe kwaliteitscontroleur, in dienst komt. Doordat Mária autistisch is en Endre een nogal cynische houding naar vrouwen heeft, verloopt het contact tussen hen moeizaam. Ook blijkt Mária moeilijk te liggen in de groep omdat ze haar werk veel te nauwkeurig doet. Mária en Endre doen een poging om samen te lunchen maar het gesprek gaat al snel verkeerd waarna Mária hem beledigt met zijn verlamde arm. Eenmaal thuis oefent Mária het gesprek nogmaals met behulp van een peper- en zoutvaatje om vast te stellen waar het mis ging.
Tussendoor zijn er beelden te zien van twee herten die elkaar steeds ontmoeten in een besneeuwd bos. Ook wordt er een nieuwe slachter aangekomen, genaamd Sandór (Sanyi). Tussen Endre en Sanyi botst het meteen omdat Sanyi volgens Endre het werk niet aan zou kunnen. Nadat er een fokmiddel voor stieren is gestolen komt er niet alleen een politieonderzoek maar worden ook alle medewerkers onderworpen aan een psychologisch onderzoek. In de individuele gesprekken met de psycholoog blijkt dat Endre en Mária beide dezelfde steeds herhalende droom over de herten hebben en elkaar op die manier in hun dromen ontmoeten. De psycholoog denkt dat de twee een grap uithalen maar voor hen is het een teken om elkaar beter te leren kennen.
Maar in het echte leven is het moeilijker dan in hun dromen. Het contact tussen Mária en Endre gaat met vallen en opstaan. Ze gaan samen slapen maar ook dit is geen succes. Voor Mária ontluikt een nieuwe wereld, de wereld van het gevoel. Ze gaat romantische muziek luisteren, verliefde stelletjes observeren en porno kijken. Op een gegeven moment ziet Endre het niet meer zitten met haar en verbreekt het contact om vervolgens met een andere vrouw naar bed te gaan. Mária snijdt haar polsen door maar wanneer Endre zich bedenkt en haar belt gaat Mária naar het ziekenhuis huis om daarna met hem af te spreken. Ze hebben eerst een vreemd gesprek maar zeggen daarna dat ze van elkaar houden. Ze bedrijven de liefde en als ze 's ochtends als een verliefd stel aan het ontbijt zitten kunnen ze zich niet meer herinneren wat ze gedroomd hebben.

## Rolverdeling
- Géza Morcsányi als Endre
- Alexandra Borbély als Mária
- Réka Tenki als Klára
- Zoltán Schneider als Jenő
- Ervin Nagy als Sanyi
- Itala Békés als Zsóka

## Ontvangst
Testről és lélekről ging op 10 februari 2017 in première in de competitie van het internationaal filmfestival van Berlijn waar hij de Gouden Beer, de FIPRESCI-prijs en de Prize of the Ecumenical Jury won. De film kreeg overwegend positieve kritieken van de filmcritici, met een score van 92% op Rotten Tomatoes gebaseerd op 39 beoordelingen.
De film werd geselecteerd als Hongaarse inzending voor de beste niet-Engelstalige film voor de 90ste Oscaruitreiking en haalde de shortlist.

## Prijzen en nominaties
De belangrijkste:
| Jaar | Prijs                                   | Categorie                    | Genomineerde(n)   | Uitslag  |
| ---- | --------------------------------------- | ---------------------------- | ----------------- | -------- |
| 2017 | Internationaal filmfestival van Berlijn | Gouden Beer                  | Ildikó Enyedi     | Gewonnen |
| 2017 | Internationaal filmfestival van Berlijn | FIPRESCI-prijs               | Ildikó Enyedi     | Gewonnen |
| 2017 | Internationaal filmfestival van Berlijn | Prize of the Ecumenical Jury | Ildikó Enyedi     | Gewonnen |
| 2017 | Europese filmprijzen                    | Beste actrice                | Alexandra Borbély | Gewonnen |